# Cergy
Cergy (wymowaⓘ) – miejscowość i gmina we Francji, w regionie Île-de-France, w departamencie Dolina Oise.
Według danych na rok 1990 gminę zamieszkiwało 48 226 osób, a gęstość zaludnienia wynosiła 4129 osób/km² (wśród 1287 gmin regionu Île-de-France Cergy plasuje się na 31. miejscu pod względem liczby ludności, natomiast pod względem powierzchni na miejscu 292.).
Znajduje się tu wyższa szkoła informatyki, sieci informatycznej i systemów informacji ITIN.

## Edukacja
- ESSEC Business School